# Франк (лунный кратер)
Кратер Франк (лат. Franck) — небольшой ударный кратер в северо-западной части Залива Любви на видимой стороне Луны. Название присвоено в честь немецко-американского физика Джеймса Франка (1882—1964) и утверждено Международным астрономическим союзом в 1973 г.

## Описание кратера
Ближайшими соседями кратера Франк являются кратер Брюстер на северо-западе; кратер Рёмер на севере; кратеры Хилл и Кармайкл на юго-востоке и кратер Маральди на юге. На северо-востоке от кратера расположены Таврские горы; на юге пик Маральди. Селенографические координаты центра кратера 22°35′ с. ш. 35°34′ в. д. / 22,59° с. ш. 35,56° в. д., диаметр 11,9 км, глубина 2600 м.
Кратер Франк имеет циркулярную чашеобразную форму с небольшим участком плоского дна. Вал четко очерчен, внутренний склон гладкий, с высоким альбедо. Высота вала над окружающей местностью достигает 450 м, объем кратера составляет приблизительно 70 км³. По морфологическим признакам кратер относится к типу BIO (по названию типичного представителя этого класса — кратера Био) и включен в список кратеров с темными радиальными полосами на внутреннем склоне Ассоциации лунной и планетарной астрономии (ALPO).
До получения собственного наименования в 1973 г. кратер имел обозначение Рёмер K (в системе обозначений так называемых сателлитных кратеров, расположенных в окрестностях кратера, имеющего собственное наименование).

## Сателлитные кратеры
Отсутствуют.

## См.также
- Список кратеров на Луне
- Лунный кратер
- Морфологический каталог кратеров Луны
- Планетная номенклатура
- Селенография
- Минералогия Луны
- Геология Луны
- Поздняя тяжёлая бомбардировка